# Katharina Köster
Katharina Köster (* 1984 in Wiesbaden) ist eine deutsche Filmregisseurin und Drehbuchautorin.

## Karriere
Köster wurde 1984 in Wiesbaden geboren und studierte berufsbegleitend Ballett am Dr. Hoch’s Konservatorium in Frankfurt am Main. Bereits 1999 gewann sie den Nachwuchspreis „Grüner Lorbeer“ der Eckenroth Stiftung. Sie studierte später Dokumentarfilm an der Hochschule für Fernsehen und Film in München. Im Jahr 2015 wurde sie für Natascha beim DOK.fest für den Documentary Film Award nominiert. Beim selben Festival wurde sie 2024 mit Jenseits von Schuld zusammen mit Katrin Nemec im deutschen Wettbewerb nominiert und konnte den Publikumspreis gewinnen. Im Jahr 2025 war sie beim DOK.fest Teil der Jury der Sektion DOK.education.
Köster wird von der Agentur „Above the Line“ vertreten. Sie ist verschiedentlich als freie Autorin tätig.

## Filmografie (Auswahl)
- 2007: Birnbaum (Kurzfilm, Buch)
- 2009: Kurzzeit (Regie, Buch)
- 2015: Natascha (Regie)
- 2022: Nach dem Happy End (Regie, Buch)
- 2023: Neue Geschichten vom Pumuckl (Fernsehserie, 13 Folgen, Buch)
- 2024: Jenseits von Schuld (Regie, Buch)